# Cabaret Medrano
A Cabaret Medrano egy 2001-ben alapított, világzenét játszó budapesti együttes.

## Történet
Az együttes Verebes György vajdasági magyar festő és Kamondy Imre fővárosi költő-színész barátságából született a pesti romkocsmákkal együtt az ezredfordulón. Több daluk is szól ezekről a kultikus helyekről (pl. Szimpla Kert – Casablanca). Stílusuk három réteg: a magyar népzene, a klezmer és a balkáni zene ötvözete, vagyis három kultúra találkozásának metszéspontjában áll. Szövegeik sok rokonságot mutatnak ismert kelet-európai írók (Hrabal, Mrożek) világával, akik szintén a kisemberek hétköznapjairól írnak.
A nagyvárosi élet cirkuszát elevenítik meg csodálatraméltó vehemenciával és részletességgel...

## Lemezek
- Vadsanzon: Tangó a jégen (1998)
- Éjszakai járat (2007)
- Ez mind nem volt (2010)
- Esővonat (2014)
- Hőség a gangon (2024)

## Tagok
- György Andrea: hegedű, ének
- Horváth Gábor: basszusgitár
- Kamondy Imre: ének, tangóharmonika
- Nagy Balázs Krisztián: gitárok
- Strausz Eszter: szopránszaxofon, fuvola
- Szert Zsigmond: dob, szájharmonika, vokál
- Vörös László: zongora

### Korábbi tagok
- Verebes György: zongora, ének
- Dudás Zsombor: dob
- Darvas Benedek: hegedű, trombita, melodika, zongora, ének[5]
- Grénus Tímea: klarinét
- Nemes Janó: fuvola, szaxofon, ének
- Porteleki Áron: dob
- Tamás Áron: klarinét, szaxofon, vokál